# Pannon Gasztronómiai Akadémia
A Pannon Gasztronómiai Akadémia (PGA) alapítói a vendéglátós szakma meghatározó személyiségei, többségük tagja a Bocuse d’Or Akadémiának. Fő céljuk, hogy együttesen, szervezett formában, céltudatosan fellépjenek a magyar gasztronómia világszínvonalúvá emeléséért. 
Érdekképviseleti tevékenységük abban nyilvánul meg, hogy a vonatkozó iparági és törvényi szabályozások, a szakoktatás reformján munkálkodnak. 

## Alapítók
Az Akadémia alapítóinak és a hozzájuk tartozó éttermeknek a listája:
- Bíró Lajos – Bock Bisztró, Vendéglő a KisBíróhoz, A Séf Utcája, Buja Disznó-k
- Csapody Balázs – Kistücsök
- Dudás Szilárd – Anyukám mondta
- Gerendai Károly – Costes
- Hamvas Zoltán – Stand25
- Molnár Attila – Arany Kaviár
- Fausto di Vora – Fausto’s
- Harmath Csaba – Gourmet Gastronomie
- Horváth Tamás Péter – Borkonyha
- Kalocsai Zoltán – Borkonyha
- Kovács Kristóf – Déryné Bisztró
- Rosenstein Róbert – Rosenstein Vendéglő
- Ruprecht László – Stílusos Vidéki Éttermiség
- Wolf András – New York Kávéház, Boscolo Hotel
- Zsidai Zoltán Roy – Zsidai Gasztronómiai Csoport